# Ukrajinských hrdinů
Ulice Ukrajinských hrdinů (dříve část Korunovační) je ulice v Praze 6, která spojuje náměstí Borise Němcova s Korunovační ulicí. V této ulici sídlí velvyslanectví Ruské federace a velvyslanectví Království Saúdské Arábie. 
Ulice byla pojmenována po hrdinech z Ukrajiny, kteří bojují ve válce, kterou dne 24. února 2022 zahájilo Rusko na Ukrajině. Dříve byla součástí ulice Korunovační, jejíž délka se tím zkrátila. Přejmenování ulice Korunovační v této části bylo úmyslné, právě kvůli zde sídlící ruské ambasádě. V její blízkosti došlo také k pojmenování dříve bezejmenného mostu přes železnici (v ulici Korunovační) na Skakunův most, a to po Vitalji Skakunovi, jenž dne 24. února 2022 zahynul v ukrajinském Chersonu, kde odpálil most, aby zabránil postupu ruských vojsk. Ulice Ukrajinských hrdinů tedy nesousedí přímo s Korunovační, jelikož je nově část původní ulice Korunovační pojmenována Skakunův most.
Ke slavnostnímu odhalení došlo 22. dubna 2022.